# マグニフィセント・セブン
『マグニフィセント・セブン』（The Magnificent Seven）は、2016年のアメリカ合衆国の西部劇アクション映画。監督はアントワーン・フークア、脚本はニック・ピゾラットとリチャード・ウェンク。1954年の日本の映画『七人の侍』を基にした、1960年の映画『荒野の七人』のリメイクであり、デンゼル・ワシントン、クリス・プラット、イーサン・ホーク、ヴィンセント・ドノフリオ、イ・ビョンホン、マヌエル・ガルシア＝ルルフォ、マーティン・センズメアー、ヘイリー・ベネット、ピーター・サースガードらが出演する。
主要撮影は2015年5月18日よりルイジアナ州バトンルージュで行われた。プレミア上映は2016年9月8日に第41回トロント国際映画祭で行われた。北米では2016年9月23日よりIMAXを含む劇場で公開された。

## ストーリー
ローズ・クリークの町の住人たちは苦労の末に町を開拓して暮らしていたが、近郊の鉱山から金が採掘できることが判明した。その金鉱を独占するため悪徳実業家のバーソロミュー・ボーグは住民たちを町から追い出そうと、不当に安い金額で土地を買うと宣告、教会に放火し、抵抗した住民たちを見せしめに射殺する。夫マシューを殺されたカレンは、テディQと共にボーグを倒すために助っ人を探しに町を出る。
近郊の町に辿り着いた二人は、そこで殺人犯を射殺して賞金を得る委任執行官サム・チザムを見かけ助っ人を依頼する。初めは興味を示さなかったチザムだが、標的がボーグだと知り依頼を引き受ける。彼はギャンブラーのファラデー、南北戦争時の知り合いロビショーと彼の相棒ビリー、手配中の殺人犯バスケス、ネイティブ殺しのジャックを仲間に引き入れローズ・クリークに向かう。途中の山中でネイティブのレッド・ハーベストと出会い、彼も仲間に受け入れて合計7人の用心棒として町に乗り込む。
町に乗り込んだチザムたちは、手始めにボーグの用心棒たちを皆殺しにし、ボーグに買収された保安官を伝令役として挑戦状を送り付ける。カレンとチザムは町の住民たちに協力を呼びかけ、これに応じた住民たちに銃の訓練を施す。さらに、ボーグの金鉱を襲って警備員たちを全滅させ、ダイナマイトを強奪して町の防御を整え、ボーグたちを迎え撃つ準備を行う。チザムたちを警戒していた住民たちも次第に彼らを慕い、積極的に協力するようになり、解放された金鉱労働者からも志願者たちが合流する。一方、保安官からチザムの伝言を聞いたボーグは激怒し、保安官を処刑し、大勢の部下たちを引き連れてローズ・クリークに向かう。決戦前夜、南北戦争の悲惨な経験から人を殺せなくなっていたロビショーはチザムに別れを告げ、一人町を出て行く。
翌朝、ローズ・クリークに到着したボーグは部下たちを町に突入させる。チザムたちは町の外縁でダイナマイトを炸裂させて、その後は町に誘い込む戦法をとり、ボーグの部下たちを圧倒する。そこにいったんは逃げたはずのロビショーが加勢に駆け付け、チザムに危機を知らせる。住民たちの抗戦に手こずるボーグはガトリング砲を持ち出し、味方の巻き添えもいとわずに町を攻撃する。住民たちの多くが犠牲となり、弾薬が残り少なくなる中形勢は不利になるが、ファラデーの捨て身の攻撃によってガトリング砲は破壊される。このファラデーの他にロビショー、ビリー、ジャックが銃撃戦の中で死んでいった。
部下を全員失ったボーグは戦闘の止んだ町に入り、チザムと一騎討ちとなる。ボーグはチザムに敗れ廃墟となった教会に逃げ込み、彼に許しを乞う。チザムはボーグに対して、かつてボーグの命令で故郷が襲われ母と妹と自分が私刑にされたことを告げ、神に許しを乞えと迫る。ボーグは隙を突いてチザムを殺そうとするが、駆け付けたカレンに射殺される。チザムは死んだ仲間たちを丁重に埋葬するように依頼して町を去り、ボーグの暴虐から解放された住民たちはチザムたちに感謝の言葉を伝える。

## キャスト
サム・チザム
演 - デンゼル・ワシントン、日本語吹替 - 大塚明夫
カンザス州・インディアン準州ら7つの州の委任執行官。賞金稼ぎの傍ら、仇敵を探して情報を集めている。南北戦争では北軍の騎兵隊に所属しており、その経験から大勢の敵と戦うための戦略に長けている。また装備した騎兵用ガンベルトは銃把が前を向くように作られている（右手で左腰のサーベル、左手で右腰の拳銃をそれぞれ扱うという建前による）ため、右掌をひねって前後逆向きにした形で銃を抜くキャバルリー・ドローという技術を使っている。コマンチ族の言葉を少し話せる。
かつてボーグの手の者に襲撃され家族を喪い、自身も首を吊るされたという過去を持つ。ローズ・クリークでの決戦においてボーグを破り、教会へと追い詰め祈るよう迫り、首を締め上げる。ボーグは締め上げられながらも隠し持った拳銃で逆転を狙っていたが、すんでのところでエマがボーグを撃ち事なきを得た。
原典のクリスを髣髴とさせる黒ずくめの衣装に身を包んでおり、かつて南北戦争を戦ったという設定もクリスの初期構想にあったものである。
ジョシュ・ファラデー
演 - クリス・プラット、日本語吹替 - 三上哲
流れ者のギャンブラー。博打絡みの借金やトラブルも少なくなく、ギャンブルのカタに奪われた馬と引き換えに一行に加わる。トランプを用いた手品が得意であり、敵の注意をそらして隙を作るのに利用することもある。
ローズ・クリークでの決戦にて奮戦するも負傷し、ガトリング銃を止めるべく決死の攻撃を仕掛ける。数発の銃弾を身に受けるもガトリング銃の前にたどり着き、力尽きたと見せかけ、敵から与えられた最期の一服を隠し持ったダイナマイトの導火線に点火して、ガトリング銃を道連れに倒れた。
ピースメーカーを操る二挺拳銃の使い手。
原典のヴィンを髣髴とさせる口達者な人物であるほか、決戦時に「拳銃無宿」でスティーブ・マックィーン演じるジョッシュ・ランダルが使用したのと同じウィンチェスターM1873の改造銃を敵から奪って使用するなど、スティーブ・マックィーンへのオマージュが随所に見られるキャラクターである。
グッドナイト・ロビショー
演 - イーサン・ホーク、日本語吹替 - 宮本充
フランス系の賞金稼ぎ。南北戦争では南軍に所属し、戦後北軍兵士にリンチされているところをサムに助けられた過去を持つ非常に饒舌な男。狙撃の達人であり、かつて南北戦争にて23人を狙撃したことから「死の天使」と恐れられた。南北戦争の経験から用心棒たちの戦略および村人の狙撃訓練を担うが、射撃が下手な村人に怒りを露わにした。戦争の経験で心に傷を負っており、銃を人間に向かって撃つことに強い恐怖を抱き、射撃訓練の標的に撃つ際にもためらいを見せていた。ウィンチェスター銃の使い手。
人を撃つことへの恐怖から一度はローズ・クリークを離れるも、ガトリング銃出現の知らせを持って戻ってくる。かつて恐れられた狙撃の腕を発揮し、見張り台からの援護射撃でファラデーにガトリング銃への活路を開くが、ガトリング銃で見張り台を銃撃され倒れる。
原典のリーとハリー・ラックの要素を持つキャラクターで、「内面に恐怖を抱える」、「一度は離脱するも戻って危機を救う」という役割を継承する。
ジャック・ホーン
演 - ヴィンセント・ドノフリオ、日本語吹替 - 楠見尚己
人里離れた山に住むマウンテン・マン。かつてクロウ族を300人仕留めたといわれており、ガンマンやネイティブ・アメリカンに恐れられた。トラッキングを身につけており、用心棒に加わる際には一行の痕跡を追いかけてきた。ウィンチェスターM1873ライフルを装備するが、劇中ではトマホークとボウイナイフでの接近戦を主としており、聖書の一説を唱えながら敵に挑みかかる。
ローズ・クリークでの決戦の最中、負傷したテディQをかばおうとした隙をデナリに突かれ、矢を続けざまに受けて七人のうち最初の犠牲者となる。
ビリー・ロックス
演 - イ・ビョンホン、日本語吹替 - 阪口周平
東洋系ガンマン。かつては一匹狼のアウトローで、東洋系ゆえに各地で差別的な扱いを受けてきたが、ロビショーに腕を見込まれ意気投合し、コンビを組んで活動する。銃も使えるが主な武器はガンベルトに携えた9本のナイフであり、そのナイフ投げは下手な抜き打ちよりも早い。村人にもナイフの使い方を指導するが、あっさり拒否されてしまった。
ローズ・クリークでの決戦でも銃とナイフを駆使して戦い、ロビショーが戻ってくると彼と共に見張り台からの援護射撃でファラデーへ活路を開く。ガトリング銃で見張り台を銃撃され、ロビショーとともに倒れた。
原典のブリットの要素を持つキャラクターだが、ビリーはナイフでの近接戦闘も披露する。
ちなみに、実際に劇中の時代にはアメリカに東洋系の移民、「苦力」が存在している。
バスケス
演 - マヌエル・ガルシア＝ルルフォ、日本語吹替 - 星野貴紀
賞金首のメキシコ人。テキサス・レンジャーを殺したかどでサムに追い詰められたところに、サムが今後彼を追わないという条件で用心棒の話を持ちかけられる。祖父がアラモ攻略戦に加わったと主張。ファラデーとは小競り合いが絶えないが、決戦時に彼が撃たれた時には激昂しているほか、ローズ・クリークでの肉体労働にも積極的に参加するなど情に厚い一面もある。
ファラデーと同じく二挺拳銃の使い手であり、ロープの扱いにも長ける。
Blu-ray / DVD収録の未公開シーンには、原典のオライリーと同じように親をなじる子供を叱るシーンがある。
レッド・ハーベスト
演 - マーティン・センズメアー、日本語吹替 - 関口雄吾
コマンチ族のネイティブ・アメリカン。放浪していたところ、用心棒の一行に遭遇して彼らに合流する。劇中ではほとんど部族の言葉で話しており、少しだけ話せるという英語を喋るのは一度だけである。ローズ・クリークでは偵察をつとめる。
ローズ・クリークでの決戦ではエマを狙うデナリと一騎討ちを行い、これを制する。
拳銃も扱えるが、主に使用するのは弓矢とトマホークである。
エマ・カレン
演 - ヘイリー・ベネット、日本語吹替 - 坂井恭子
ローズ・クリークの村人。夫を目の前でボーグに殺され、夫の敵を討ち村を守るべく全財産を投げ出してサムたちを雇い入れる。
自らも銃を取り援護射撃などで戦いに参加する。
ローズ・クリークでの決戦ではデナリに見つかり窮地に陥るもレッドハーベストに救われ、サムに締め上げられながらも隠し持った拳銃で逆転を狙うボーグを倒し、夫の仇を討った。
倒れた4人の墓に彼らをたたえるエマのモノローグが流れ、物語は締めくくられる。
原典のミゲルの要素を持つキャラクターであり、配偶者を失った村人という境遇には「七人の侍」の利吉の要素も見られる（利吉は野武士によって妻を奪われている）。
バーソロミュー・ボーグ
演 - ピーター・サースガード、日本語吹替 - 落合弘治
ローズ・クリークの土地を狙う資本家。強引なやり方で知られ「略奪男爵」の異名を持つ。金採掘の拠点とすべくローズ・クリークの地上げにかかり、その一手として保安官を買収している。他の財閥のように周囲へ圧力をかけるのではなく、自身の手で土地や財を奪ってきたことにプライドを持つ一面もある。
ローズ・クリークの住民とガンマンの抵抗を手ごわいと見て、味方を巻き込む可能性を承知のうえで、「悪魔の銃」と言われたガトリング銃を使用。圧倒的な制圧力で反撃を仕掛けるも、ファラデーの決死の攻撃でガトリング銃を破壊される。
部下たちが全員倒れた後、自らローズ・クリークへ赴くがサムと遭遇。彼との早撃ちに破れ、教会へと追いつめられる。サムから自身への恨みを聞かされ、締め上げられつつもブーツに隠し持った拳銃で逆転を狙うが、すんでのところでエマに撃たれ倒れた。
原典のカルヴェラにあたるキャラクター。
テディQ
演 - ルーク・グライムス、日本語吹替 - 三宅貴洋
エマと同行し、ボーグから村を守るべくガンマンを探す村人。
エマと同じく、原典のミゲルの要素を持つキャラクター。
マシュー・カレン
演 - マット・ボマー、日本語吹替 - 森田了介
エマの夫。ボーグの強引なやり方に立ち向かう勇気を持った人物。
デナリ
演 - ジョナサン・ジョス
ボーグの用心棒を務めるネイティブ・アメリカン。
ローズ・クリークでの決戦では弓矢でジャックを倒し、エマを狙うもレッドハーベストに阻止され、そのまま彼との一騎討ちとなり、敗れた。
マッキャン
演 - キャム・ギガンデット
ボーグの部下。彼の右腕的存在。

## 製作
2012年にトム・クルーズ主演で企画段階にあることが報じられた。またケビン・コスナー、モーガン・フリーマン、マット・デイモンが参加する可能性があることも報じられた。2014年12月4日、クリス・プラットの出演交渉中であることが報じられた。2015年2月20日、夫を殺された復讐として7人のバウンティハンターを雇う未亡人役でヘイリー・ベネットが加わった。2015年5月20日、ピーター・サースガードが悪役で加わった。同日、『Deadline』のマイク・フレミングはジェイソン・モモアが『アクアマン』への出演のため本作を降板していたことを報じた。2015年7月11日、『デイリー・ミラー』はヴィニー・ジョーンズが出演することを報じた。

### 音楽
映画音楽はジェームズ・ホーナーが担当する予定であったが2015年6月22日に彼は亡くなった。しかし2015年7月、フークアはホーナーが彼を驚かせるために音楽を既に作曲済みであることを知った。ホーナーのアレンジャーの1人であるサイモン・フラングレンは共同構成者となり、サウンドトラックはソニー・クラシカルより発売される。

### 撮影
主要撮影はルイジアナ州バトンルージュ北部で2015年3月18日から8月18日にかけて行われた。この他にルイジアナ州セント・フランシスビルとザカリーがロケ地となった。セント・フランシスビルでの撮影は2015年5月18日から29日のあいだに行われた。

## 公開
ワールド・プレミアは2016年9月8日に第41回トロント国際映画祭で行われる予定である。また9月9日にはヴェネツィア国際映画祭でクロージング・ナイト作品を務める。一般公開は当初は2017年1月13日を予定していたが、2015年8月にソニー・ピクチャーズ エンタテインメントは2016年9月23日へと前倒しした。

## 作品の評価

### 映画批評家によるレビュー
Rotten Tomatoesによれば、303件の評論のうち、63%にあたる192件が高く評価しており、平均して10点満点中6.03点を得ている。Metacriticによれば、50件の評論のうち、高評価は19件、賛否混在は29件、低評価は2件で、平均して100点満点中54点を得ている。

### 受賞歴
| 映画賞                       | 授賞式         | 部門                                 | 対象                         | 結果       | 出典          |
| ---------------------------- | -------------- | ------------------------------------ | ---------------------------- | ---------- | ------------- |
| ティーン・チョイス・アワード | 2016年7月31日  | ティーン期待の男優賞                 | クリス・プラット             | ノミネート | [ 27 ]        |
| EDA賞                        | 2016年12月16日 | 作るべきではなかったリメイク・続編賞 | 『マグニフィセント・セブン』 | ノミネート | [ 28 ] [ 29 ] |
| 第17回ブラック・リール賞     | 2017年2月16日  | 主演男優賞                           | デンゼル・ワシントン         | ノミネート | [ 30 ]        |
| 第17回ブラック・リール賞     | 2017年2月16日  | 監督賞                               | アントワーン・フークア       | ノミネート | [ 30 ]        |
| ジュピター賞                 | 2017年3月29日  | 国際映画賞                           | 『マグニフィセント・セブン』 | ノミネート | [ 31 ]        |
| ジュピター賞                 | 2017年3月29日  | 国際男優賞                           | デンゼル・ワシントン         | 受賞       | [ 31 ]        |
| 第43回サターン賞             | 2017年6月28日  | アクション/アドベンチャー映画賞      | 『マグニフィセント・セブン』 | ノミネート | [ 32 ]        |